# ريجنالد فريدريك شابمان
ريجنالد فريدريك شابمان (بالإنجليزية: Reginald Frederick Chapman)‏ هو عالم حشرات بريطاني، ولد في 2 يوليو 1930 في لندن في المملكة المتحدة، وتوفي في 2 مايو 2003 في توسان في الولايات المتحدة.